# Allmänninge
Allmänninge is een plaats in de gemeente Gävle in het landschap Gästrikland en de provincie Gävleborgs län in Zweden. De plaats is opgedeeld in twee småorter: Allmänninge (noordoostelijk deel) (Zweeds: Allmänninge (nordöstra delen) en Allmänninge (zuidwestelijk deel) (Zweeds: Allmänninge (sudvästra delen)). Allmänninge (noordoostelijk deel) heeft 100 inwoners (2005) en een oppervlakte van 17 hectare en Allmänninge (zuidwestelijk deel) heeft 79 inwoners (2005) en een oppervlakte van 11 hectare.
Bestuurscentrum: Gävle (Tätort)
Tätort:
Åbyggeby · Berg · Bergby · Björke · Bönan 
· Forsbacka · Forsby · Furuvik · Hagsta · Hamrångefjärden · Hedesunda · Lund · Norrsundet · Totra · Trödje · Valbo
Småort:
Åbyggeby (tegelbruket) · Alborga · Allmänninge · Axmar by · Backa · Berg en Sjökalla · Björke (oostelijk deel) · Brunnsvik · Eskön en Esköränningen · Finnböle · Grinduga · Häcklinge · Harkskär · Hästbo · Hillevik · Hillsjöstrand · Lövåsen en Dansheden · Mårtsbo · Ölbo · Oppala · Östanbäck en Lund · Sikvik · Småmuren · Utvalnäs